# Ivan Šprajc
Ivan Šprajc (n. Maribor, Eslovenia, 1955) es un arqueólogo y etnólogo de origen esloveno. Se le conoce primordialmente por sus investigaciones, estudios y descubrimientos en el área de la investigación de la civilización maya prehispánica.

## Formación académica
Šprajc nació y pasó sus primeros años en Maribor. Después de terminar la escuela secundaria, se matriculó para estudiar la arqueología y la etnología en la Facultad de Artes de Liubliana. Ya durante sus estudios iniciales estaba interesado en la cultura americana. Se graduó en 1982. En 1985, solicitó y recibió un año de beca para su formación de posgrado; en la Universidad Nacional autónoma de México. En 1989, recibió la maestría en historia y etnografía de la Escuela Nacional de Antropología e Historia de México. De 1992 a 2000 trabajó como investigador en el Instituto Nacional de Antropología e Historia en la Ciudad de México y en 1997 recibió un doctorado en antropología por parte de la Universidad Nacional Autónoma de México.

## Carrera como investigador
El trabajo científico de Ivan Šprajc desde hace muchos años se ha centrado en la arqueología mesoamericana y arqueo-astronomía. Ha realizado una amplia investigación sobre las concepciones asociadas con el planeta Venus en la cosmovisión mesoamericana y la importancia práctica-religiosa de las orientaciones astronómicas en la arquitectura prehispánica.  Su trabajo científico comprende varias monografías y numerosos artículos publicados en revistas y antologías internacionales. Desde 1996 ha estado al frente de nueve expediciones de investigación en el estado mexicano de Campeche, en la parte central de la península de Yucatán, donde su equipo descubrió un número de sitios arqueológicos hasta ahora desconocidos para la ciencia; incluyendo los restos de grandes centros urbanos con arquitectura monumental, esculturas, relieves e inscripciones.
En 2004 Ivan Šprajc. junto con su colega Raymundo González Heredia redescubrieron el sitio maya de Oxpenmul, que había estado perdido en la selva desde su primer descubrimiento en 1934, por Karl Ruppert.
En junio de 2013 fue publicada la noticia de que un equipo internacional de arqueólogos -bajo el liderazgo de Šprajc- Habían descubierto los restos de una antigua ciudad Maya - Bautizada como Chactún (piedra roja en idioma Maya) tiene una superficie aproximada de más de 22 hectáreas y en palabras del propio Šprajc "Es uno de los sitios más grandes de las Tierras Bajas Centrales, comparable por su extensión y la magnitud de sus edificios con Becán, Nadzcaan y El Palmar, en Campeche", lo que se infiere por la extensión del sitio y la cantidad de monumentos, entre los que se cuentan numerosas inscripciones.
Esta expedición fue aprobada por el Instituto Nacional de Antropología e Historia de México y financiada por la National Geographic Society, quien realizó un documental al respecto.

## Publicaciones
- Lost Maya Cities: Archaeological Quests in the Mexican Jungle (2020). ISBN 978-1-62349-821-4.
- Astronomy, architecture, and landscape in prehispanic Mesoamerica (2018). Journal of Archaeological Research 26: pp. 197-215. doi 10.1007/s10814-017-9109-z.
- Sánchez Nava, Pedro Francisco; Hobel, Martin y Šprajc, Ivan (2016). Aspectos astronómicos de la arquitectura maya en la costa nororiental de la península de Yucatán. doi 10.3986/9789612548964. ISBN 978-961-254-896-4.
- Sánchez Nava, Pedro Francisco y Šprajc, Ivan (2015). Orientaciones astronómicas en la arquitectura maya de las tierras bajas. ISBN 978-607-484-727-7.
- Orientaciones astronómicas en la arquitectura prehispánica del centro de México (2001). ISBN 970-18-4180-8.
- Venus, lluvia y maíz: simbolismo y astronomía en la cosmovisión mesoamericana (1998). ISBN 968-29-5229-8.
- La estrella de Quetzalcóatl: el planeta Venus en Mesoamérica (1996). ISBN 968-13-2947-3.